# Heinrich Tessenow
Heinrich Tessenow (Rostock, 7 aprile 1876 – Berlino, 1º novembre 1950) è stato un architetto e urbanista tedesco.

## Biografia
Tessenow rappresenta insieme a Hans Poelzig, Bruno Taut, Peter Behrens, Fritz Höger, Ernst May, Erich Mendelsohn, Walter Gropius e Mies van der Rohe una delle figure professionali più significative ed importanti del panorama architettonico tedesco nel periodo della Repubblica di Weimar.
Nato a Rostock nello Stato di Meclemburgo-Schwerin. Dal 1893 e il 1895 fa apprendistato come carpentiere presso l'attività del padre sino al momento di intraprendere gli studi in architettura nella locale scuola tecnica per l'edilizia, successivamente completati tra il 1895 e il 1902 al Università tecnica di Monaco, dove ebbe come insegnanti Carl Hocheder e Friedrich von Thiersch dove lavorerà anche nello studio di Martin Dulfer.
Nel ventennio successivo fu prima assistente di Dufler al Politecnico e presso la Technische Hochschule di Dresda fino al 1913, quindi professore sino al 1919 presso la Kunstgeweberschule, la scuola d'arte di Vienna nel settore Architettura, e poi, tra il 1920 e il 1926, docente all'università statale per le arti figurative di Dresda.
In questi anni, durante la Repubblica di Weimar, riceve numerosi riconoscimenti per la sua opera professionale e didattica: viene nominato membro del Bund Deutscher Architekten e del Deutscher Werkbund, gli viene assegnata una prima laurea honoris causa dall'università di Rostock, ed una seconda dal Technische Hochschule di Stoccarda e viene infine eletto nel direttivo nazionale della Bund Deutscher Architekten. Inoltre le sue opere architettoniche sono pubblicate dalla stampa specializzata tedesca, è chiamato a collaborare sulla prestigiosa rivista Der Kunstwart, diretta da Ferdinand Avenarius e prende parte ai lavori del comitato direttivo del Durerbund.
A Tessenow e agli architetti Hermann Muthesius e Richard Riemerschmid sono attribuiti i giardini pubblici e un complesso residenziale a Hellerau, vicino a Dresda, che furono il primo tangibile risultato dell'influenza del movimento inglese delle "città giardino" in Germania. In queste abitazioni, commissionate nel 1906 dall'industriale Karl Schmidt-Hellerau per i suoi operai, Tessenow ripropone l'archetipo di casa, in cui, per esempio, ripete l'elemento caratteristico della pergola sopra l'ingresso principale, denunciando una vena di nostalgia per il passato. Questa particolare tensione tra progettazione urbana funzionalista e allo stesso tempo umana a livello architettonico, ha probabilmente anticipato e in qualche misura ispirato i grandi interventi residenziali degli anni venti in Germania, progettati da Ernst May e Bruno Taut. D'altra parte Tessenow firma nel 1918 il programma dell'Arbeitstrat fur Kunst di Berlino mentre l'Architektur viene pubblicato, proprio negli stessi giorni, da Bruno Taut.
Nel 1926 diviene ordinario presso il Politecnico di Berlino dove proseguirà la sua attività d'insegnamento sino al 1934 quando i Nazisti lo allontaneranno dall'incarico. Curiosamente tra gli architetti tedeschi maggiormente influenzati dalla dottrina di Tessenow, va menzionato Albert Speer architetto del Führer e successivamente Ministro agli armamenti e alla produzione bellica della Germania nazista, che fu prima studente di Tessenow nel 1925 e poi suo assistente nel 1927 presso la Università tecnica di Charlottenburg a Berlino; così come l'architetto nazista, amico e biografo di Speer, Rudolf Wolters. Nei suoi diari Speer descrive come discorsivo e informale lo stile personale di insegnamento di Tessenow e la sua predilezione per una architettura capace di esprimere una cultura nazionale e dalle forme semplificate ed essenziali. È ricordato per la celebre frase: La forma più semplice non è sempre la migliore, ma quella migliore è sempre semplice.
A seguito del suo allontanamento dall'insegnamento universitario, dal 1934 e fino al termine della seconda guerra mondiale, si rifugia nella sua residenza di campagna dove si dedica a importanti studi teorici, elaborando i piani di ricostruzione di alcuni centri urbani nel Meclemburgo e nella Pomerania.
Alla fine della guerra, nel 1945, l'amministrazione sovietica gli conferisce il titolo di professore emerito presso il Politecnico di Berlino e gli assegna alcuni importanti incarichi professionali che però Tessenow non può portare a termine a causa del suo stato di salute che in breve lo conduce alla morte.

## Medaglia d'oroHeinrich Tessenow
Dal 1962 la fondazione Alfred Toepfer Stiftung F.V.S. di Amburgo, in onore dell'architetto di Rostock, ha istituito un premio per l'eccellenza in architettura, la Medaglia Heinrich Tessenow che viene assegnata dalla Heinrich-Tessenow-Gesellschaft e.V.. Oltre alla medaglia d'oro, ogni anno la Fondazione premia un giovane architetto con la Heinrich Tessenow Stipendiat. Tra gli studenti premiati in passato Christian Jonasse e Andrés Jaque, hanno poi condotto una notevole e riconosciuta carriera professionale. Una lista dei più recenti vincitori della medaglia d'oro Tessenow include:
- 1989: Peter Zumthor, Haldenstein
- 1990: Erich Kulka, Bussau im Wendland e Wilhelm Landzettel, Gehrden
- 1991: Theodor Hugues, Monaco
- 1992: Giorgio Grassi, Milano
- 1993: Massimo Carmassi, Pisa
- 1994: Kurt Ackermann, Monaco
- 1995: keine Preisvergabe
- 1996: Peter Kulka, Dresda e Colonia
- 1997: Sverre Fehn, Oslo
- 1998: Juan Navarro Baldeweg, Madrid
- 1999: David Chipperfield, Londra
- 2000: Heinz Tesar, Vienna
- 2001: Eduardo Souto de Moura, Porto
- 2002: Peter Märkli, Zurigo
- 2003: Mikko Heikkinen und Markku Komonen, Helsinki
- 2004: Gilles Perraudin, Lione
- 2005: Miroslav Šik, Zurigo e Praga
- 2006: Sergison/Bates, Londra
- 2007: keine Preisvergabe
- 2009: Richard Sennett, New York

## Opere

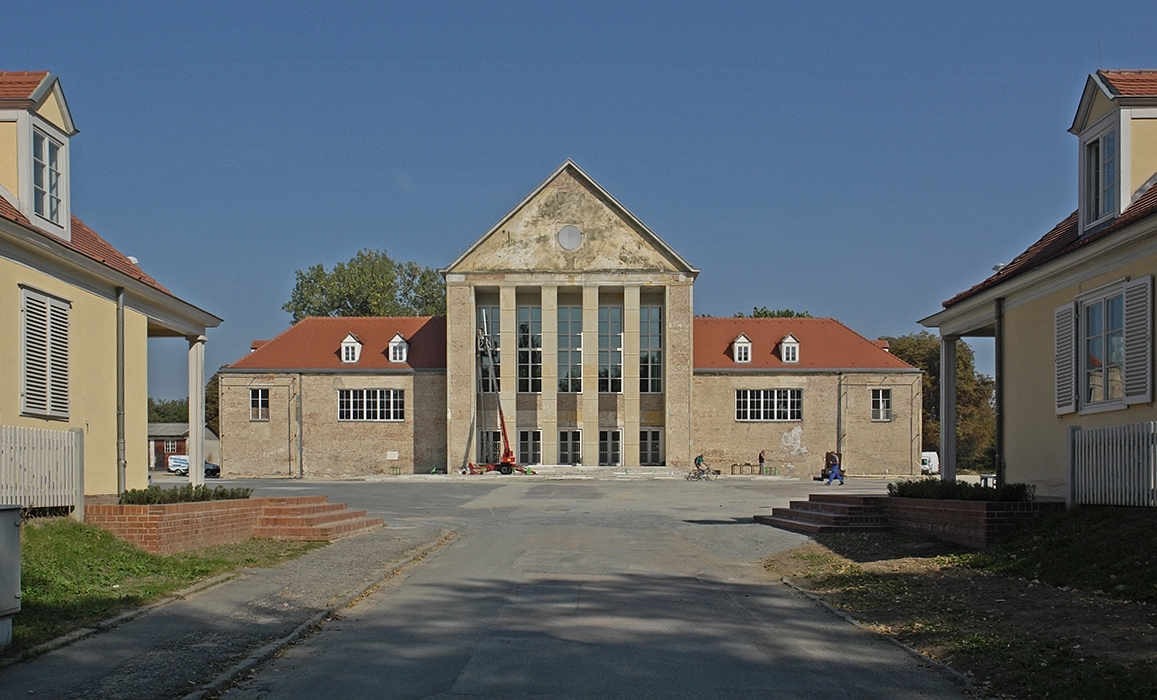

- 1902/03 – Pensione Schon, Sternberg, Meclemburgo;
- 1906/07 – Tre case per i controllori dell'Azienda elettrica municipale di Treviri (demolito);
- 1909 (e nel corso di anni successivi) – Abitazioni a Hellerau – Dresda;
- 1909/10 – Casa Metzges Remagen;
- 1910 – Haus Zum Wolf, Magdeburgo;
- Centro per la formazione di giovani agricoltori israelitici, Steinhorst, presso Celce;
- Istituto Emile Jaques Dalcroze (per la ginnastica ritmica), Hellerau – Dresda;
- 1911 – Abitazioni a Hohensalza, oggi Inowroclaw, Polonia;
- 1911/12 – Centro di formazione per insegnanti Peine;
- 1912 – Casa atelier Nau Roeser, Costau Burg presso Magdeburgo;
- 1912 /13 – Casa unifamiliare per Adilf Otto, Gartenstadt Falkenberg, Berlino;
- 1917 – Case a schiera Rahnitz/Dresda (realizzato);[
- 1920/22 – Siedlung semirurale am Bruneberg, Pobneck, Thuringen;
- 1921/24 – Siedlung Rannersdorf, Swechat presso Vienna;
- 1925 – Scuola a Klotzsche - Dresda, Germania;
- 1927/30 – Liceo femminile, Rassel;
- 1930/31 – Monumento ai caduti della prima guerra mondiale nella Neue Wache di Schinkel a Berlino (demolito);
- 1943/44 – Casa di campagna dell'architetto Siemitz, nei pressi di Gustrow.

## Scritti di Heinrich Tessenow
- Der Wohnungsbau, Monaco, 1909;
- Zimmermannsarbeiten, Monaco, 1910;
- Osservazioni elementari sul costruire, I ed. Berlino, 1916; IV ed. Baden-Baden, 1953;
- Handwerk und Kleinstadt, Berlino, 1919; ristampato a cura di Alfred Roth, Berlino, 1972;
- Das Land in der Mitte, 1921;
- Die kleine und die grosse Stadt, Nachdenkliches von Heinrich Tessenow, a cura di Hans Hasche, prefazione di Franz Schister, Monaco, 1961.